# Férfi 200 méteres pillangóúszás az 1958-as úszó-Európa-bajnokságon
Az 1958-as úszó-Európa-bajnokságon a férfi 200 méteres pillangóúszás selejtezőit szeptember 2-án tartották. A döntőt szeptember 3-án rendezték. A versenyszámban 22-en indultak.
A magyar versenyzők közül Várszegi Lajos ötödik, Tumpek György nyolcadik lett.

## Rekordok
|              | Név            | Nemzet | Idő    | Helyszín   | Dátum                |
| ------------ | -------------- | ------ | ------ | ---------- | -------------------- |
| Világcsúcs   | William Yorzyk | USA    | 2:16,7 | Winchendon | 1956. április 14.    |
| Európa-csúcs | Hans Zierold   | NDK    | 2:21,4 | Lipcse     | 1957. szeptember 14. |

A versenyen új rekord született:
| Európa-bajnoki csúcs | selejtező | Egyesült Királyság Ian Black | 2:21,8 | Budapest, Magyarország | szeptember 2. |

## Eredmény

### Selejtezők
| Helyezés | Futam | Név                        | Nemzet             | Idő    | Megj.  |
| -------- | ----- | -------------------------- | ------------------ | ------ | ------ |
| 1.       | 1     | Ian Black                  | Egyesült Királyság | 2:21,8 | Q, ECR |
| 2.       | 3     | Pavel Pazdírek             | Csehszlovákia      | 2:23,5 | Q      |
| 3.       | 1     | Wolfgang Sieber            | NDK                | 2:24,3 | Q      |
| 4.       | 4     | Graham Symonds             | Egyesült Királyság | 2:26,2 | Q      |
| 5.       | 2     | René Pirolley              | Franciaország      | 2:27,8 | Q      |
| 6.       | 3     | Vitalij Zsenyenkov         | Szovjetunió        | 2:27,8 | Q      |
| 7.       | 1     | Tumpek György              | Magyarország       | 2:28,1 | Q      |
| 7.       | 4     | Várszegi Lajos             | Magyarország       | 2:28,1 | Q      |
| 9.       | 2     | Jerzy Czyz                 | Lengyelország      | 2:30,1 |        |
| 10.      | 3     | Marian Raczynski           | Lengyelország      | 2:30,4 |        |
| 11.      | 2     | Horst Weber                | NSZK               | 2:31,1 |        |
| 12.      | 4     | Leonyid Szagagyjuk         | Szovjetunió        | 2:31,7 |        |
| 13.      | 2     | Hermann Löffler            | NSZK               | 2:33,7 |        |
| 14.      | 4     | Jaroslav Šťastný           | Csehszlovákia      | 2:35,2 |        |
| 15.      | 3     | Boris Volcansek            | Jugoszlávia        | 2:35,7 |        |
| 16.      | 1     | Otto Mayer                 | Ausztria           | 2:39,4 |        |
| 17.      | 4     | Günther Poldinger          | Ausztria           | 2:43,7 |        |
| 18.      | 3     | Bert Sitters               | Lengyelország      | 2:44,7 |        |
| 19.      | 4     | José Jiménez               | Spanyolország      | 2:45,0 |        |
| 20.      | 3     | Bjarne Christer            | Norvégia           | 2:45,1 |        |
| 21.      | 2     | Georgiosz Kasszidokosztasz | Görögország        | 2:51,7 |        |
|          | 4     | Constantino Dennerlein     | Olaszország        |        | DQ     |

### Döntő
| Helyezés | Pálya | Név                | Nemzet             | Idő    | Megj. |
| -------- | ----- | ------------------ | ------------------ | ------ | ----- |
|          | 4     | Ian Black          | Egyesült Királyság | 2:21,9 |       |
|          | 5     | Pavel Pazdírek     | Csehszlovákia      | 2:22,6 |       |
|          | 6     | Graham Symonds     | Egyesült Királyság | 2:25,8 |       |
| 4        | 3     | Wolfgang Sieber    | NDK                | 2:26,0 |       |
| 5        | 8     | Várszegi Lajos     | Magyarország       | 2:27,5 |       |
| 6        | 7     | René Pirolley      | Franciaország      | 2:27,5 |       |
| 7        | 2     | Vitalij Zsenyenkov | Szovjetunió        | 2:28,0 |       |
| 8        | 1     | Tumpek György      | Magyarország       | 2:29,9 |       |